# Fernando Fusco
Pour les articles homonymes, voir Fusco.
Fernando Fusco est un dessinateur italien de bandes dessinées né le 1er août 1929 à Vintimille et mort le 10 août 2015 . Il est également connu sous le nom Ferdinando Fusco.

## Œuvres
- Aigle noir, adaptation de la série télévisée Aigle noir, 1962-1973
- Le Capitaine Corcoran, adaptation du roman Les Aventures (merveilleuses mais authentiques) du capitaine Corcoran d'Alfred Assollant publiée dans Lisette, 1964
- Bonanza, adaptation de la série télévisée Bonanza, 1965-1972
- Tarzan, série d'histoires courtes d'après le personnage d'Edgar Rice Burroughs, 1969-1973
- Esperenza du Mexique, série western scénarisée par Roland de Montaubert publiée dans Lisette, 1963
- Lone Wolf, série western scénarisée par Luigi Grecchi publiée dans Kiwi, 1972-1982
- Tex, série western, 1973-1984